# Psychomyia poltavkaensis
Psychomyia poltavkaensis là một loài Trichoptera trong họ Psychomyiidae. Chúng phân bố ở miền Cổ bắc.